# Lehrte
Lehrte är en stad i det tyska förbundslandet Niedersachsen i Region Hannover med ungefär 45 000 invånare. Orten ligger cirka 17 kilometer öster om Hannover.
Lehrte omnämndes 1147 för första gången i en urkund som by. År 1352 byggdes en kyrka i samhället, Nikolauskirche. Vid invigningen 1843 av en järnvägsstation på sträckan Hannover-Berlin hade orten 755 invånare, men 60 år senare tio gånger fler. År 1898 fick Lehrte stadsrättigheter.
Med järnvägen etablerades flera fabriker som producerade keramik, konstgödsel, cement och konserver.
Staden Lehrte gav namn åt järnvägsstationen Lehrter Bahnhof (numera Berlin Hauptbahnhof) i Berlin, från vilken järnvägen till Lehrte utgick.